# Либин, Яков Соломонович
Яков Соломонович Либин (1909, —1947, Москва) — советский исследователь Арктики, океанолог, гидролог, директор Арктического и антарктического научно-исследовательского института, заместитель начальника Главного управления гидрологической службы Красной Армии при Совете Министров СССР. Инженер-полковник.

## Биография
Родился в 1909 году в м. Холопеничи в Бобруйском уезде.
Закончил курсы подготовки квалифицированных кадров гидрометеорологов, специально созданные главной геофизической обсерваторией.
Сотрудник (гидролог) научных полярных станций на Земле Франца-Иосифа (1932—1933) и на мысе Челюскин (1934—1935), руководимых И. Д. Папаниным. В своих мемуарах Папанин и особенно Евгений Федоров тепло отзывались о Либине, как об энергичном, трудолюбивом человеке, прекрасном товарище, а самое главное, что так ценится на полярных зимовках, мастере на все руки. Из воспоминаний Папанина:

 «Стал работать в нашем коллективе и комсомолец Яша Либин. Непоседливый и неутомимый Яков возмещал недостаток опыта старанием, редкой работоспособностью и каждую свободную минуту чтением»— 
Участвовал в создании на о. Рудольфа (архипелаг Земли Франца-Иосифа) базы для воздушной экспедиций на Северный полюс: Либину доверили руководство опорной базой на острове Рудольфа в рамках организации первой в мире дрейфующей станции «Северный Полюс» (СП-1). Полярники должны были построить на острове Рудольфа авиабазу, с которой предполагалось доставлять экспедицию, организовывающую СП-1. Зимовщикам предстояло выстроить на острове целый поселок с жилыми помещениями, мастерскими, гаражами и т. д. Либину, вместе со своим коллективом, состоящим из 21 полярника, удалось достичь всех поставленных целей. Яков Либин вспоминал впоследствии: 

«Для жилья у нас был приспособлен маленький домик старой зимовки. Спали все вповалку, повернуться было нельзя, вставать приходилось по очереди — по два человека. Под утро тепло выдувало и стоял такой отчаянный холод, что вода замерзала… Лишь четкое сознание важности работы могло обеспечить нам окончание работы в срок».— 
В феврале 1939 года Главсевморпуть наградил 35 работников Крайнего Севера значком «Почётный полярник» и 8 человек похвальными грамотами. Среди награжденных значком «Почетный полярник» орденоносец Либин — бывший начальник полярной станции острова Рудольфа, проявивший исключительную энергию в выполнении ответственных заданий по обслуживанию воздушных экспедиций на Северный полюс, перелетов из СССР в Америку.
В 1940—1941 годах — директор Арктического института в Ленинграде.
5 марта — 11 мая 1941 года возглавил воздушную экспедицию на самолёте «СССР Н-169» к Полюсу недоступности (Восточная Арктика). 5 марта 1941 года, с московского аэродрома стартовал четырёхмоторный самолёт АНТ-6 с бортовым номером «СССР Н-169». Самолёт принадлежал Московской авиагруппе особого назначения Управления Полярной авиации Главсевморпути. Так началась воздушная экспедиция к «Полюсу относительной недоступности» — символической точке в Северном Ледовитом океане, лежащей на наибольшем удалении от побережий.
Это было последнее крупное событие в исследовании Арктики, предпринятое советскими полярниками в довоенный период. Базой экспедиции был выбран остров Врангеля.
В Великую Отечественную войну
Поступил на службу в Красную Армию 31 июля 1941 года, инженер-полковник. С 1941 года до конца войны был первым заместителем начальника Гидрометслужбы Красной Армии при СНК СССР, которой руководил его друг генерал-лейтенант инженерно-технической службы Евгений Федоров.
Отличился на завершающем периоде войны, в должности начальника западного Управления гидрометслужбы 1-го Белорусского фронта награждён Орденом Отечественной войны I степени.
После войны
Продолжил службу первым заместителем начальника Гидрометслужбы Красной Армии при СНК СССР. 7 июня 1946 года полковник-инженер Либин уволен с военной службы.
В 1947 году его лучший друг Евгений Федоров попал в опалу, и через «Суд чести» за «низкопоклонство перед Западом» (имел неосторожность подарить своему коллеге-союзнику начальнику соответствующей службы армии США американский флаг, который он ещё на своей первой зимовке нашел на Земле Франца-Иосифа) лишен не только должности, но и генеральского звания. Был отстранён от руководства Гидрометслужбы, якобы за неверный прогноз погоды на 1 мая, приведший к срыву первомайской демонстрации.. А Иван Папанин в больнице.
Очевидно, что Либин на посту директора АНИИ знал детали ареста и гибели Рудольфа Самойловича и когда пришли за ним он застрелился в своем служебном кабинете.

## Награды
- Орден Отечественной войны I степени (10.6.1945)[8]
- Орден Красной Звезды[9]
- медали («За оборону Москвы» (1944)[10]
- «За победу над Германией в Великой Отечественной войне» (9.5.1945)[11]
- и другие)

## Память
Имя Якова Либина на долгие годы было изъято из научных материалов об Арктики. Последнее, что он сумел подготовить и издать в 1946 году — итоги научных наблюдений экспедиции 1941 года. После смерти Либина они были изъяты из библиотек. Ссылки на его работы также были запрещены. Но этот запрет сумел преодолеть его бывший заместитель по АНИИ ученый с мировым именем В. Ю. Визе. Во втором издании своей книги «Моря Советской Арктики» он помог узнать о роли Якова Либина в этой выдающейся экспедиции.